# Walter de Stopham Baronet Barttelot
Sir Walter de Stopham Baronet Barttelot, britanski general, * 27. oktober 1904, † 16. avgust 1944.